# Hilary Duff (album)
Hilary Duff è il terzo album della cantante statunitense Hilary Duff. Pubblicato il 28 settembre 2004, il giorno del suo diciassettesimo compleanno, divenne disco di platino dopo un mese, il 29 ottobre 2004.
Il primo singolo pubblicato fu Fly, uscito l'11 gennaio 2005 e distribuito dalla Mushroom Records. Il relativo video fu diretto da Chris Applebaum. Someone's Watching over Me è il secondo singolo, pubblicato il 22 febbraio 2005 in Australia e in Canada. Il brano fa parte della colonna sonora del film Nata per vincere e il video musicale consiste in uno spezzone tratto dal film in cui la cantante si esibisce cantando il pezzo. Il disco conteneva anche My Generation che fu inclusa solo nella versione pubblicata in Giappone. Questi tre brani fecero parte della colonna sonora di Nata per vincere, oltre a Jericho, cantata dalla Duff e dagli altri interpreti del film durante i titoli di coda.
The Getaway avrebbe dovuto essere il primo singolo destinato a uscire dopo l'album, ma la sua pubblicazione fu continuamente rinviata fino alla definitiva cancellazione, ordinata dalla Hollywood Records. La casa discografica infatti, non soddisfatta delle vendite, preferì cominciare la registrazione del nuovo album, Most Wanted, anziché continuare a promuoverlo.

## Tracce
1. Fly – 3:42 (Kara DioGuardi, John Shanks)
2. Do You Want Me – 3:30 (Matthew Gerrard, Kara DioGuardi)
3. Weird – 2:55 (Charlie Midnight, Marc Swersky, Ron Entwistle)
4. Hide Away – 3:47 (Shaun Shankel, Charlie Midnight, Trina Harmon, Tyler Hayes Bieck)
5. Mr. James Dean – 3:28 (Hilary Duff, Haylie Duff, Kevin De Clue)
6. Underneath This Smile – 3:38 (Kara DioGuardi, John Shanks)
7. Dangerous To Know – 3:33 (Charlie Midnight, Wendy Page, Jim Marr)
8. Who's That Girl? – 3:26 (Charlie Midnight, Andreas Carlsson, Desmond Child)
9. Shine – 3:29 (Guy Chambers, Kara DioGuardi)
10. I Am – 3:43 (Diane Warren)
11. The Getaway – 3:37 (Julian Bunetta, James Michael)
12. Cry – 3:47 (Charlton Pettus, Charlie Midnight, Marc Swersky)
13. Haters – 2:59 (Charlie Midnight, Marc Swersky, Hilary Duff, Haylie Duff)
14. Rock This World – 3:46 (Denny Weston Jr., Ty Stevens, Hilary Duff, Charlie Midnight)
15. Someone's Watching over Me – 4:11 (Kara DioGuardi, John Shanks)
16. Jericho – 3:55 (Charlie Midnight, Chico Bennett)
17. The Last Song – 1:25 (Haylie Duff, Kevin De Clue)

Tracce aggiuntive per il Giappone
1. Who's That Girl (Acoustic Mix) – 3:25 (Charlie Midnight, Andreas Carlsson, Desmond Child)
2. Our Lips Are Sealed – 2:40 (Jane Wiedlin, Terry Hall)
3. My Generation – 2:41 (Pete Townshend)

## Classifiche

### Classifiche settimanali
| Classifica (2004) | Posizione massima |
| ----------------- | ----------------- |
| Australia         | 6                 |
| Belgio (Fiandre)  | 71                |
| Canada            | 1                 |
| Nuova Zelanda     | 14                |
| Paesi Bassi       | 19                |
| Spagna            | 83                |
| Stati Uniti       | 2                 |

### Classifiche di fine anno
| Classifica (2004) | Posizione |
| ----------------- | --------- |
| Australia         | 69        |
| Stati Uniti       | 112       |
| Classifica (2005) | Posizione |
| Stati Uniti       | 65        |

## Crediti[11]
- Chico Bennett - Producer
- Julian Bunetta - Producer
- Andreas Carlsson - Producer
- Haylie Duff - Producer, Mixing
- Matthew Gerrard - Producer
- Enny Joo - Art Direction, Design
- Jay Landers - Executive Producer
- Stephen Marcussen - Mastering
- Dani Markman - A&R
- Jim Marr - Producer
- Andrew McPherson - Photography
- Charlie Midnight - Producer
- Wendy Page - Producer
- Charlton Pettus - Producer
- Andre Recke - Producer, Executive Producer, Mixing
- Jeff Rothschild - Mixing
- Eric Sarafin - Mixing
- Shaun Shakel - Producer, Mixing
- John Shanks - Producer, Mixing
- Krish Sharma - Mixing
- David Snow - Creative Director
- Joel Soyffer - Mixing
- Marc Swersky - Producer
- Dave Way - Mixing
- Denny Weston, Jr. - Producer